# D'ici & d'ailleurs
D'ici & d'ailleurs è un cofanetto postumo della cantante italo-francese Dalida, pubblicato il 7 dicembre 2009 da Universal Music France e successivamente riedito il 18 maggio 2015 dalla medesima etichetta.
Questo album raccoglie alcune compilation già pubblicate nel 1997, nel 2008 e nel 2009.
Oltre alle raccolte spagnole, inglesi e arabe, il cofanetto contiene anche una doppia compilation di canzoni francesi, una doppia raccolta di canzoni italiane, un doppio CD di brani in tedesco e un CD singolo con delle bonus track, che permette di scoprire canzoni eseguite da Dalida in lingue quali giapponese, fiammingo, greco ed ebraico.
La copertina del cofanetto mostra la cantante con un lungo abito color rosso rubino su di uno sfondo nero. Da notare lo stile dei caratteri del nome "Dalida" già utilizzato, nel 2007, per i due box di DVD Une Vie (20 ans déjà), per l'album L'Originale e, ancora, per la riedizione del cofanetto Italia Mia. Questo font verrà ulteriormente utilizzato, nel 2008 e nel 2009, per gli album in lingua straniera Per sempre…, Deutsch Gesang ihre großen Erfolge e Sus mas grandes éxitos en español (tutti e tre contenuti nel cofanetto D'ici & d'ailleurs).

## CD 1 -Sus mas grandes éxitos en español

### Dalida chante en espagnol
1. Tenia dieciocho años (versione in spagnolo di Il venait d'avoir 18 ans)
2. Tu nombre (versione in spagnolo di Ton prénom dans mon cœur)
3. Volverás (versione in spagnolo di J'attendrai)
4. Morir cantando (versione in spagnolo di Mourir sur scène)
5. El restaurante italiano (versione in spagnolo di Le restaurant italien)
6. El Cordobés "Manuel Benitez" (versione in spagnolo)
7. Si el amor se acaba me voy (versione in spagnolo di Quand je n'aime plus je m'en vais)
8. Por no vivir a solas (versione in spagnolo di Pour ne pas vivre seul)
9. Paroles, paroles (in francese, con Alain Delon)
10. Gigi el amoroso (versione in spagnolo di Gigi l'amoroso)
11. Soleil mi sol (versione in spagnolo di Soleil)
12. Aquella rosa (versione in spagnolo di Harlem Spagnolo)
13. Los niños del Pireo (versione in spagnolo di Les enfants du Pirée)
14. Amore scusami (versione in spagnolo)
15. Déjame bailar (versione in spagnolo di Laissez-moi danser)
16. Dos (versione in spagnolo di Eux)
17. El silencio (versione in spagnolo di Il silenzio)
18. Baños de luna (versione in spagnolo di Tintarella di luna)
19. Besame mucho (in francese)
20. Salma ya salama (Sueño flamenco) (versione ispano-egiziana, remix 1997)
21. Io t'amerò (Tres palabras) (duo in spagnolo - versione remix 1998)

Raccolta "Sus mas grandes éxitos en español"

## CD 2 e 3 -Per sempre...

### Dalida chante en italien

#### Volume 1
1. Aranjuez la tua voce
2. L'ultimo valzer
3. Bang bang
4. Quelli erano giorni
5. Mama
6. Oh lady Mary
7. Cominciamo ad amarci
8. Stivaletti rossi
9. Ascoltami
10. La mia vita è una giostra
11. Ciao amore, ciao
12. Il silenzio
13. 24 000 baci
14. Sola più che mai
15. Milord
16. O sole mio
17. Arlecchino gitano
18. Uno a te, uno a me
19. La canzone di Orfeo
20. Pensiamoci ogni sera
21. Dan dan dan
22. Gli zingari

#### Volume 2
1. 18 anni
2. Non è più la mia canzone
3. Vedrai vedrai
4. La colpa è tua
5. Tornerai
6. Il mio male sei
7. Ciao come stai
8. Mediterraneo (versione in italiano di Soleil)
9. Non andare via (versione 2007)
10. Vai, tu sei libero
11. Uomo di sabbia (versione in italiano di Salma ya salama)
12. Loro (versione in italiano di Eux)
13. Col tempo (versione in italiano di Avec le temps)
14. Danza
15. Un po' d'amore
16. Il sole muore
17. La danza di Zorba (versione in italiano)
18. Le promesse d'amore
19. L'aquilone (versione in italiano di Dans la ville endormie)
20. Gigi l'amoroso (versione in italiano)

Raccolta "Per sempre..."

## CD 4 -Glamorous Dalida

### Dalida chante en anglais
1. Little words (versione in inglese di Les p'tits mots)
2. The Lambeth Walk (versione in inglese)
3. Alabama song
4. He must have been eighteen (versione in inglese di Il venait d'avoir 18 ans)
5. Kalimba de Luna (versione in inglese)
6. You (versione in inglese di Eux)
7. Let me dance tonight (versione in inglese di Laissez-moi danser)
8. Born to sing (versione in inglese di Mourir sur scène)
9. Italian restaurant (versione in inglese di Le restaurant italien)
10. Money, money
11. Willingly (Mélodie perdue)
12. The great Gigi l'amoroso (versione in inglese di Gigi l'amoroso)
13. Orfeo (versione in inglese)
14. Never on sunday (versione in inglese di Les enfants du Pirée)
15. For the first time (versione in inglese di Come prima)
16. Good bye my love (versione in inglese de Il silenzio)
17. Milord (versione in inglese)
18. Dance my troubles away (versione in inglese di La danse de Zorba)
19. The gypsies (versione in inglese di Les gitans)
20. Say no more it's goodbye (versione in inglese di Quand tu dors près de moi)
21. Tintarella di luna (versione in inglese)
22. If only I could live my life again (versione in inglese di Si je pouvais revivre un jour ma vie)

Raccolta "Glamorous Dalida"

## CD 5 e 6 -Deutsch Gesang ihre großen Erfolge

### Dalida chante en allemande

#### Volume 1
1. Am Tag, als der Regen kam (versione originale 1959)
2. Tschau tschau bambina
3. Wenn die Soldaten
4. Du bist gegangen
5. Pépé (versione in tedesco)
6. Milord (versione in tedesco)
7. Rosen im Dezember
8. Das Mädchen von Piräus
9. Romantica (versione in tedesco)
10. Mélodie poésie
11. Mein blauer Luftballon
12. Am jenem tag (versione in tedesco di Le temps de fleurs)
13. Melodie aus alter Zeit
14. Hab mich lieb (versione in tedesco di Aïe mon coeur)
15. Orfeo (versione in tedesco)
16. Der Joe hat mir das Herz gestohlen
17. Was wird mein Charly tun
18. Komm señorita komm
19. Parlez-moi d'amour (versione in tedesco)
20. Hello boy
21. Ich fand ein Herz in Portofino (versione in tedesco di Love in Portofino)
22. Abschiedsmelodie
23. Gigi, bist du das dort? (versione in tedesco di Là-bas dans le noir, prosieguo postumo di Gigi l'amoroso)

#### Volume 2
1. Er war gerade 18 Jahr (versione in tedesco di Il venait d'avoir 18 ans)
2. Nein, zärtlich bist du nicht
3. Captain Sky (versione in tedesco)
4. Das Lied vom Clown
5. Worte, nur Worte (in duo con Friedrich Schütter; versione in tedesco di Paroles, paroles)
6. Um nicht allein zu sein (versione in tedesco di Pour ne pas vivre seul)
7. Mein lieber Herr (versione in tedesco)
8. Spiel Balalaïka
9. Mon chérie
10. Gigi der Geliebte (versione in tedesco di Gigi l'amoroso)
11. Buona sera Phantasie (versione in tedesco di Le restaurant italien)
12. Komm züruck (versione in tedesco di J'attendrai)
13. Mama (versione in tedesco)
14. Der Charme der kleinen Worte (versione in tedesco di Les p'tits mots)
15. Die Schlüssel der Liebe (versione in tedesco di Les clefs de l'amour)
16. Ciao amore, ciao (versione in tedesco)
17. Lieber kleiner Mann (versione in tedesco di Mon petit bonhomme)
18. Nie (versione in tedesco di Eux)
19. Regenzeit-Tränenleid
20. Ich werde warten
21. Am Tag, als der Regen kam (versione remix 1996; nella riedizione 2015 del cofanetto, questo remix verrà sostituito con la versione "dance 1980" del brano)

Raccolta "Deutsch Gesang ihre großen Erfolge"

## CD 7 -Arabian songs

### Dalida chante en arabe
1. Helwa ya baladi
2. Akhsan Nass
3. Salma ya salama (versione in arabo)
4. Lebnane (in libanese)
5. Aghani aghani
6. Gamil el soura
7. Flamenco "Oriental" (remix 1998)
8. Salma ya salama (Sueño flamenco) (versione ispano-egiziana, remix 1997)
9. Aghani aghani (versione remix 1998)
10. Helwa ya baladi (versione remix 2009)
11. Akhsan Nass (versione remix 1998)
12. Io t'amerò (Tres palabras) (duo in spagnolo - versione remix 1998)
13. Dalida Dalida (medley - tributo dell'Egitto per Dalida)

Raccolta "Arabian songs"

## CD 8 e 9 -Succès en Or

### Dalida chante en français

#### Volume 1
1. Histoire d'un amour
2. Bambino
3. Ciao ciao bambina
4. Gondolier
5. Les Gitans
6. Come prima (Tu me donnes)
7. Romantica
8. Love in Portofino
9. Les enfants du Pirée
10. La danse de Zorba
11. Des millions des larmes
12. Garde-moi la dernière danse
13. Le jour le plus long
14. Chaque instant de chaque jour
15. Que sont devenues les fleurs?
16. Nuits d'Espagne
17. Le temps des fleurs
18. Eux
19. Il silenzio (Bonsoir mon amour)
20. Itsi bitsi, petit bikini

#### Volume 2
1. Ciao amore, ciao (versione in francese)
2. Les grilles de ma maison
3. Salma ya salama (versione in francese)
4. Parle plus bas (Le Parrain)
5. Comme disait Mistinguett
6. Le Lambeth Walk
7. Fini, la comédie
8. Il pleut sur Bruxelles
9. Il venait d'avoir 18 ans
10. La Mamma
11. Il faut danser reggae
12. Kalimba de Luna (versione in francese)
13. Monday, Tuesday... Laissez-moi danser
14. J'attendrai
15. Besame mucho
16. Rio do Brasil
17. Mourir sur scène
18. Paroles, paroles (in duo con Alain Delon)
19. Darla dirladada (versione in francese)
20. Gigi l'amoroso (versione in francese)

Raccolta "40 Succès en Or"

## CD 10 -Le Bonus

### Dalida chante en Japonais
1. O sole mio (versione in giapponese)
2. Il venait d'avoir 18 ans (versione in giapponese)
3. Amore scusami (versione in giapponese)
4. Gigi l'amoroso (versione in giapponese)

### Dalida chante en Hébreu
1. Hene ma tov
2. Hava naguila

### Dalida chante en Flamand
1. Ik zing amore (versione in olandese di C'est ça l'amore)
2. Speel niet met m'n hart (versione in olandese di Ne joue pas)

### Dalida chante en Grec
1. Ta pedià tou Pireà (in greco: Tα παιδιά του Πειραιά - versione in lingua greca de Les enfants du Pirée, cantata a cappella in un programma televisivo nel 1977)